# Пођо Санита
Пођо Санита (итал. Poggio Sannita) је насеље у Италији у округу Изернија, региону Молизе.
Према процени из 2011. у насељу је живело 534 становника. Насеље се налази на надморској висини од 676 м.

## Становништво
| 1931. | 1936. | 1951. | 1961. | 1971. | 1981. | 1991. | 2001. | 2011. |
| ----- | ----- | ----- | ----- | ----- | ----- | ----- | ----- | ----- |
| 2.492 | 2.402 | 2.624 | 2.284 | 1.933 | 1.605 | 1.217 | 940   | 764   |